# Бонапарт на перевале Сен-Бернар
«Бонапарт на перевале Сен-Бернар» (фр. Bonaparte franchissant le Grand-Saint-Bernard)
— большая картина Жака Луи Давида, написанная им в 1801 году и открывающая собой эпоху романтизма в европейской живописи.

## Тема и стиль
Давид неоднократно изображал Наполеона Бонапарта в бытность того генералом, консулом, а затем императором. Граф Е. Ф. Комаровский писал о посещении Дома инвалидов в 1810 году:

«В библиотеке, куда сходятся читать повествования о деяниях своих предков-героев изувеченные воины на поле чести, из коих часто видно у троих не более двух ног, — находится портрет Наполеона, верхом, в плаще, обуреваемом ветром, когда он был на вершине горы Сан-Бернарда, первым консулом, перед баталией при Маренго, за которой, как известно, Наполеон завоевал вторично всю Италию».
Произведение было создано в период, когда Наполеон был первым консулом Французской республики, поэтому портрет генерала сильно идеализирован, а композиция предельно театрализована. Иными словами, картина эта создавалась не как изображение конкретного эпизода военного похода, а в качестве портрета романтического героя.
Романтическую приподнятость придаёт полотну, композиция которого смело развёрнута по диагонали, природный фон: конь вздыблен (по образу и подобию «Медного всадника»), кругом крутые горные обрывы, снега, дует сильный ветер и царит непогода. Внизу, если приглядеться, можно увидеть высеченные на камнях имена трёх великих полководцев, которые проходили этой дорогой, — это Ганнибал, Карл Великий и сам Бонапарт.
На конном портрете «Бонапарт на перевале Сен-Бернар» первый консул Франции представлен как вождь, бросающий вызов природе. В мае 1800 года генерал Бонапарт возглавил переход французской армии через перевал Сен-Бернар высоко в Альпах. В этой картине академический метод с тщательной проработкой деталей, светотеневой моделировкой формы, «гладкой манерой» живописи и тонкостью цветовых отношений впервые во французском искусстве органично соединяется с романтическим содержанием. Давид выступает здесь в качестве родоначальника нового художественного направления: романтизма.

## Пять версий
1. Картина была заказана Давиду, самому известному художнику Европы, за колоссальное по тем временам вознаграждение в 24 000 ливров испанским королём Карлом IV, который желал поместить картину в зале великих полководцев Королевского дворца в Мадриде. Потеряв испанский престол, брат императора Жозеф увёз полотно из Мадрида в Америку, где оно висело в сельской усадьбе Бонапартов в штате Нью-Джерси до середины XX века[5]. Принцесса Евгения Бонапарт (1872—1949) завещала его музею, посвящённому памяти Наполеона, в его любимом имении Мальмезон близ Парижа. Более реалистичная версия того же сюжета

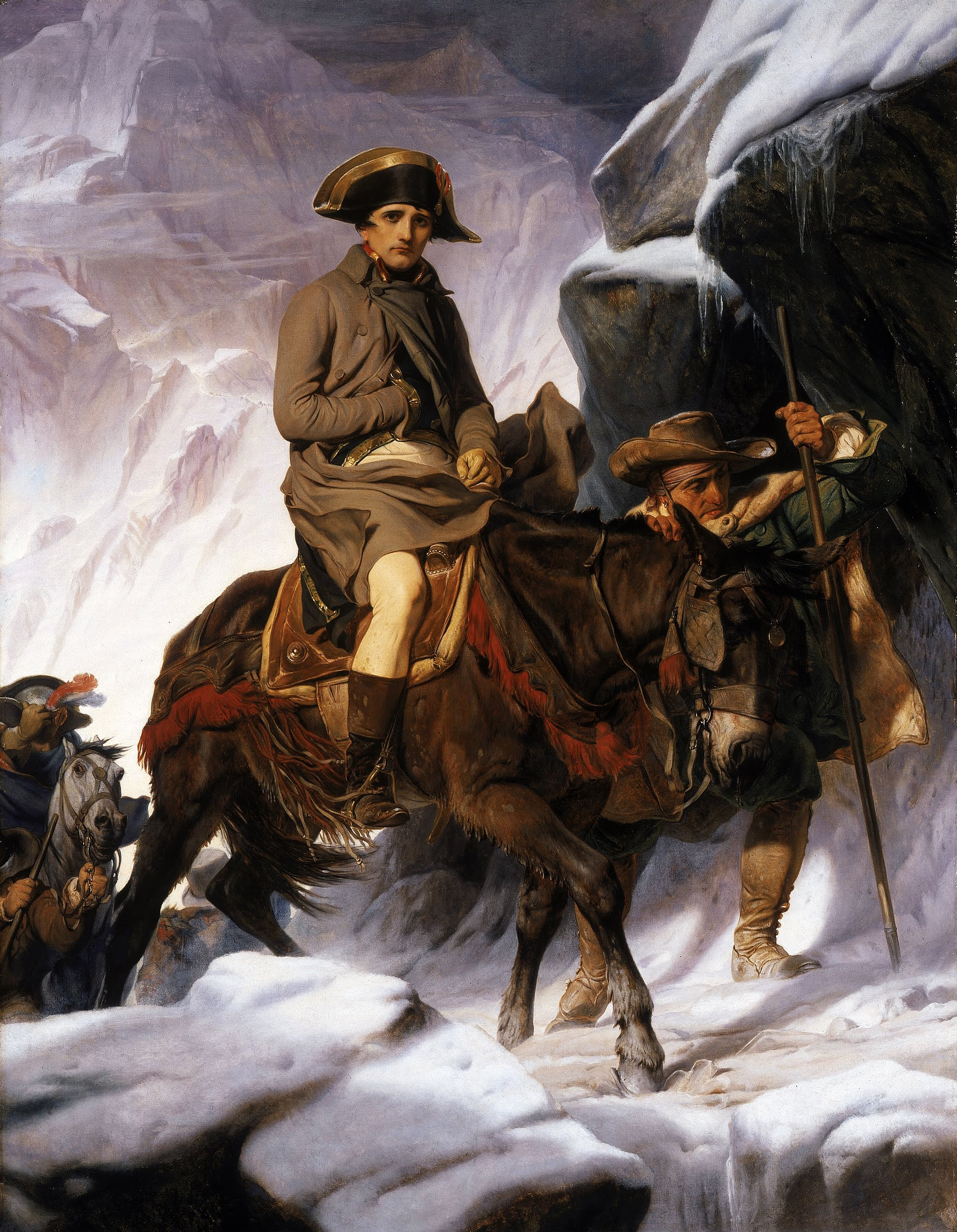
Более реалистичная версия того же сюжета

2. Наполеон Бонапарт, высоко оценив работу Давида, в том же году велел художнику повторить полотно для своей загородной резиденции Сен-Клу. После препирательств о гонораре Виван-Денон согласился заплатить за авторское повторение оригинала 15 000 ливров. В 1814 году эта версия картины была увезена из Сен-Клу солдатами прусского фельдмаршала Блюхера, который преподнёс её королю Пруссии. С тех пор она находится в замке Шарлоттенбург под Берлином.
3. В 1802 году Давид создал третью версию своей картины, которая была торжественно помещена в библиотеке парижского Дома инвалидов, где доживали свой век ветераны наполеоновской армии. Многие иностранцы, приезжавшие в Париж, спешили в Дом инвалидов только для того, чтобы увидеть прославленное полотно Давида. Сразу после реставрации Бурбонов картина была спрятана в запасники Лувра. В 1837 году король Луи-Филипп, узнав, что во Франции осталась только одна версия картины, распорядился извлечь её из хранилища и поместить на видном месте в Версальском дворце.
4. Четвёртую версию полотна Давид создал в 1803 году по заказу правительства Цизальпинской республики. В 1816 году Габсбурги распорядились увезти картину из Милана, поскольку она напоминала о ненавистном для них «тиране», однако местным жителям, сохранившим добрую память о Наполеоне (как освободителе Италии от гнёта австрийцев) удалось под разными предлогами задержать картину у себя до 1825 года. С 1834 года эта версия украшает дворец Бельведер в Вене.
5. Давид был настолько привязан к картине, что выполнил для себя ещё одну версию (предположительно в 1805 году), которая находилась у его смертного одра в Брюсселе. В 1850 году будущий Наполеон III купил этот вариант картины у дочери художника, чтобы любоваться ей в своём любимом парижском дворце Тюильри. После падения Второй империи полотно унаследовал принц Наполеон Жозеф Бонапарт. Эта картина оставалась в частных руках до 1979 года, когда принц Луи Наполеон передал её в дар музеям Версаля.

Оригинал из Мальмезона
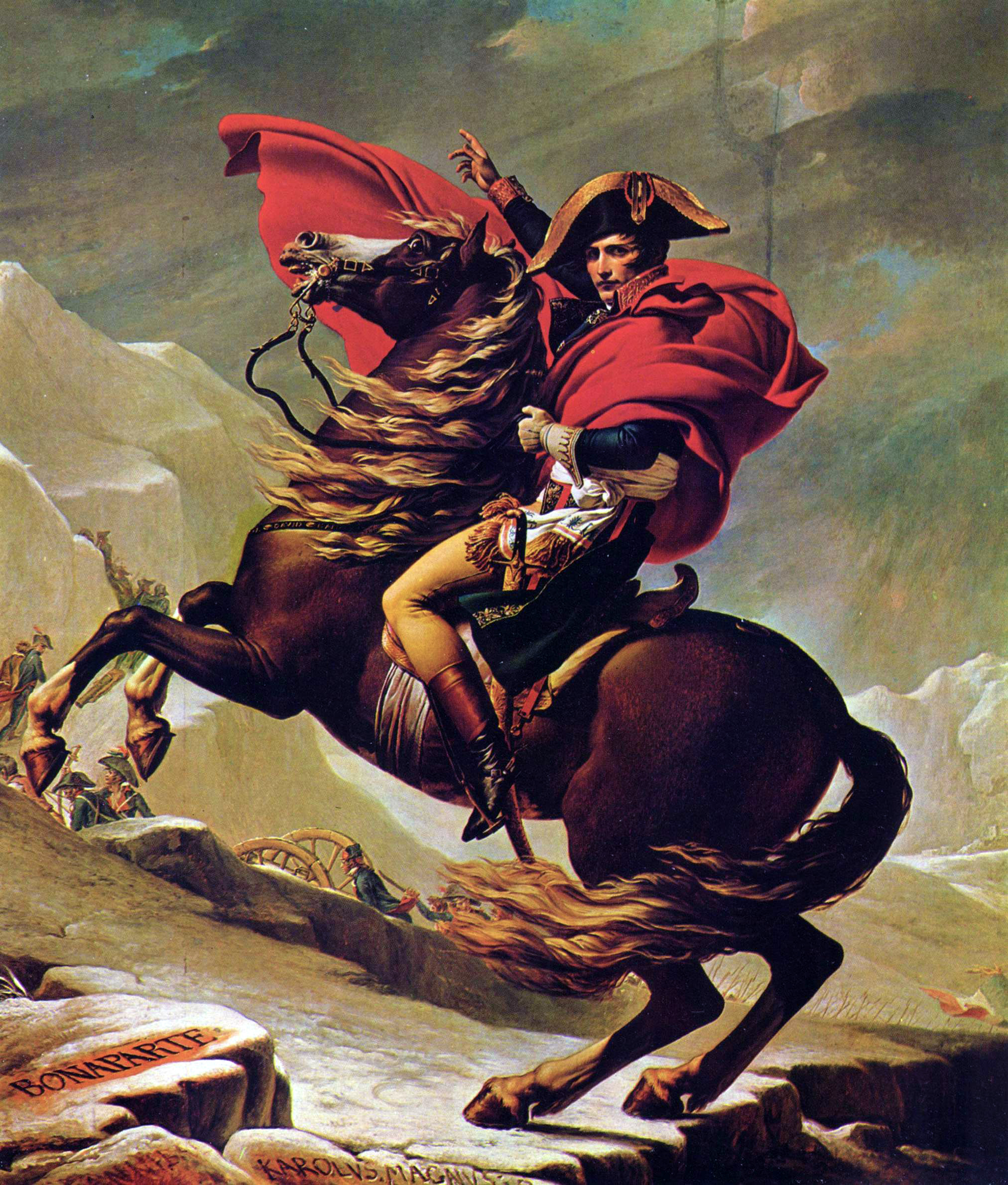
Вторая версия, Шарлоттенбург
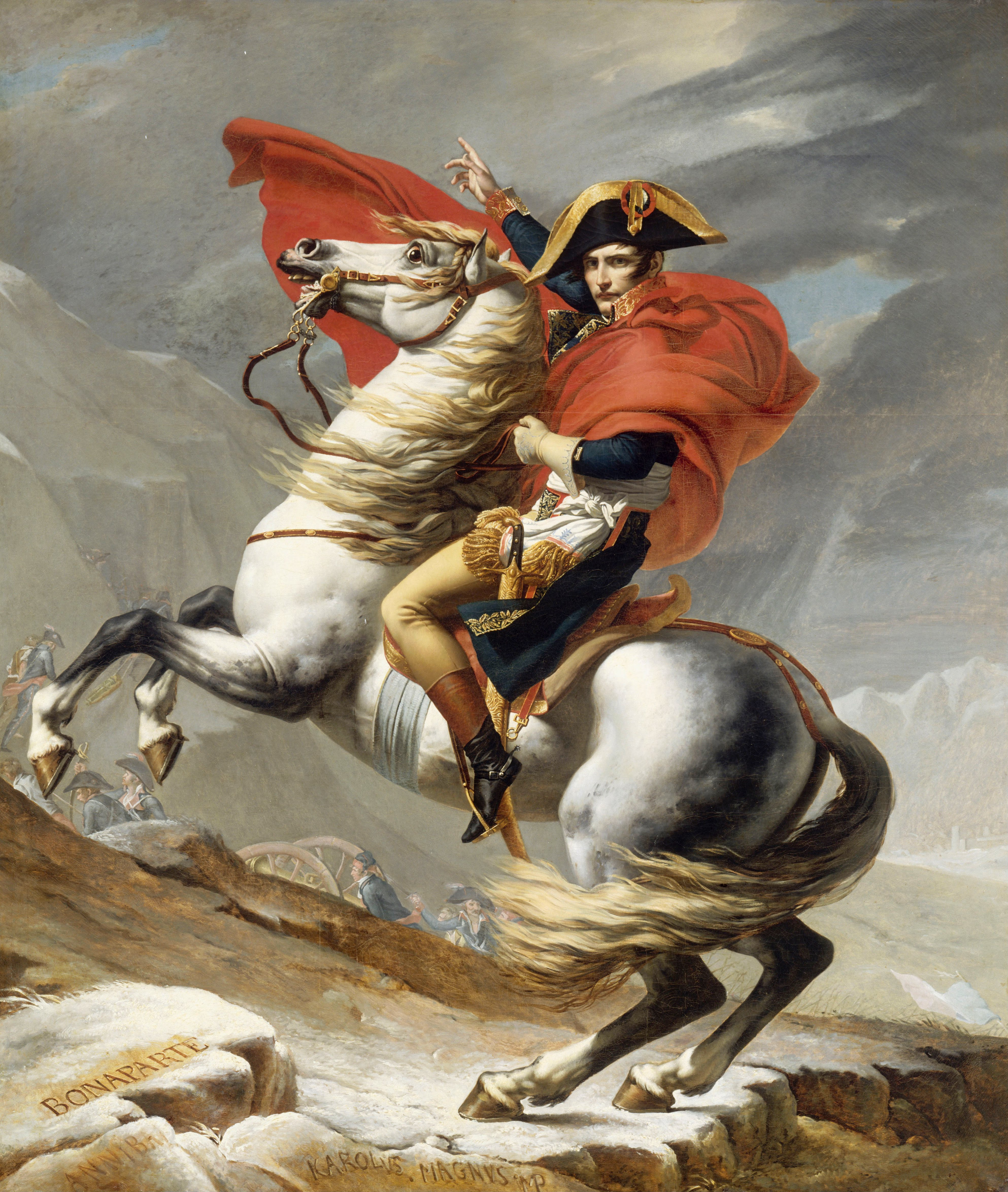
Третья версия, Версаль
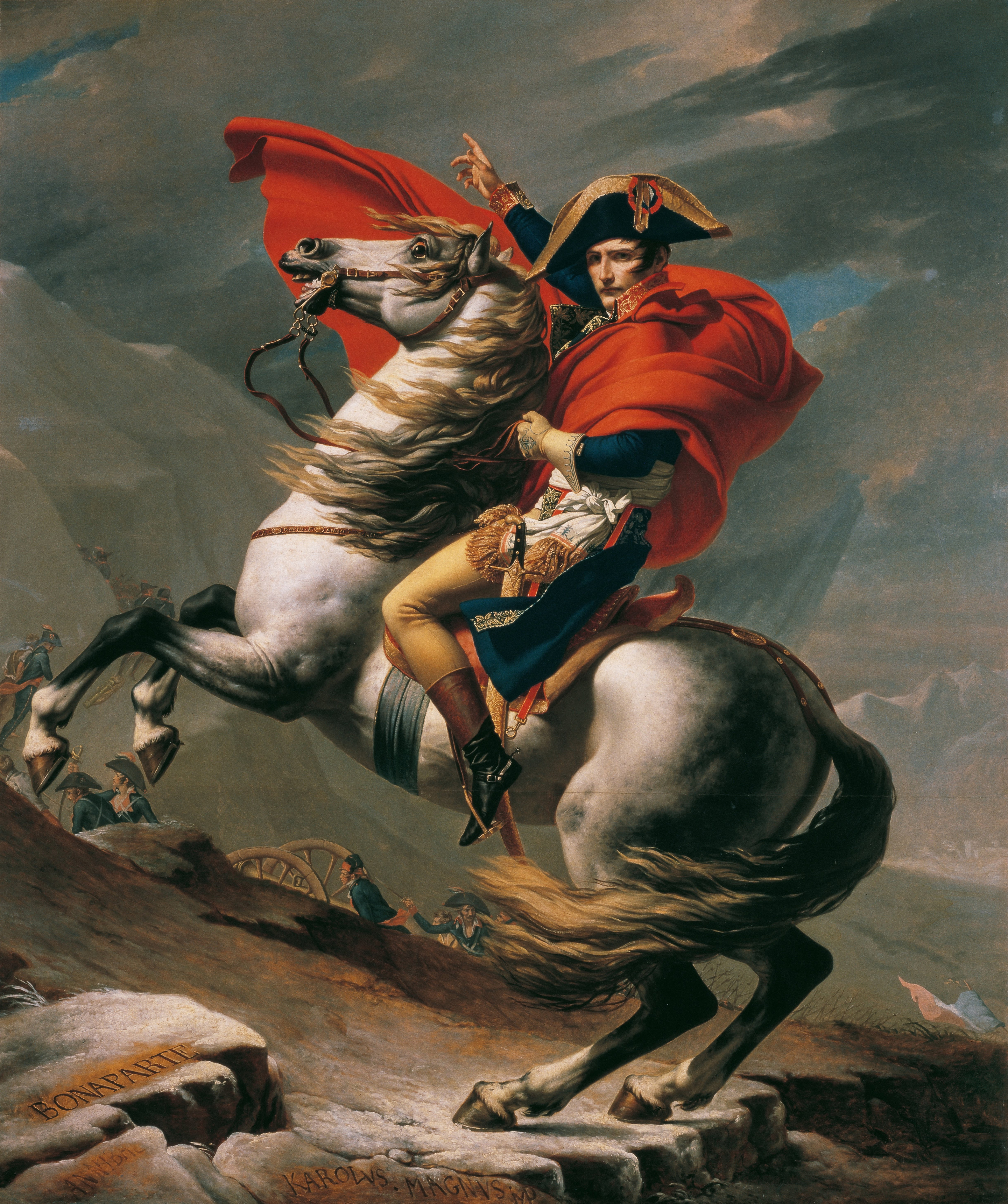
Четвёртая версия, Бельведер
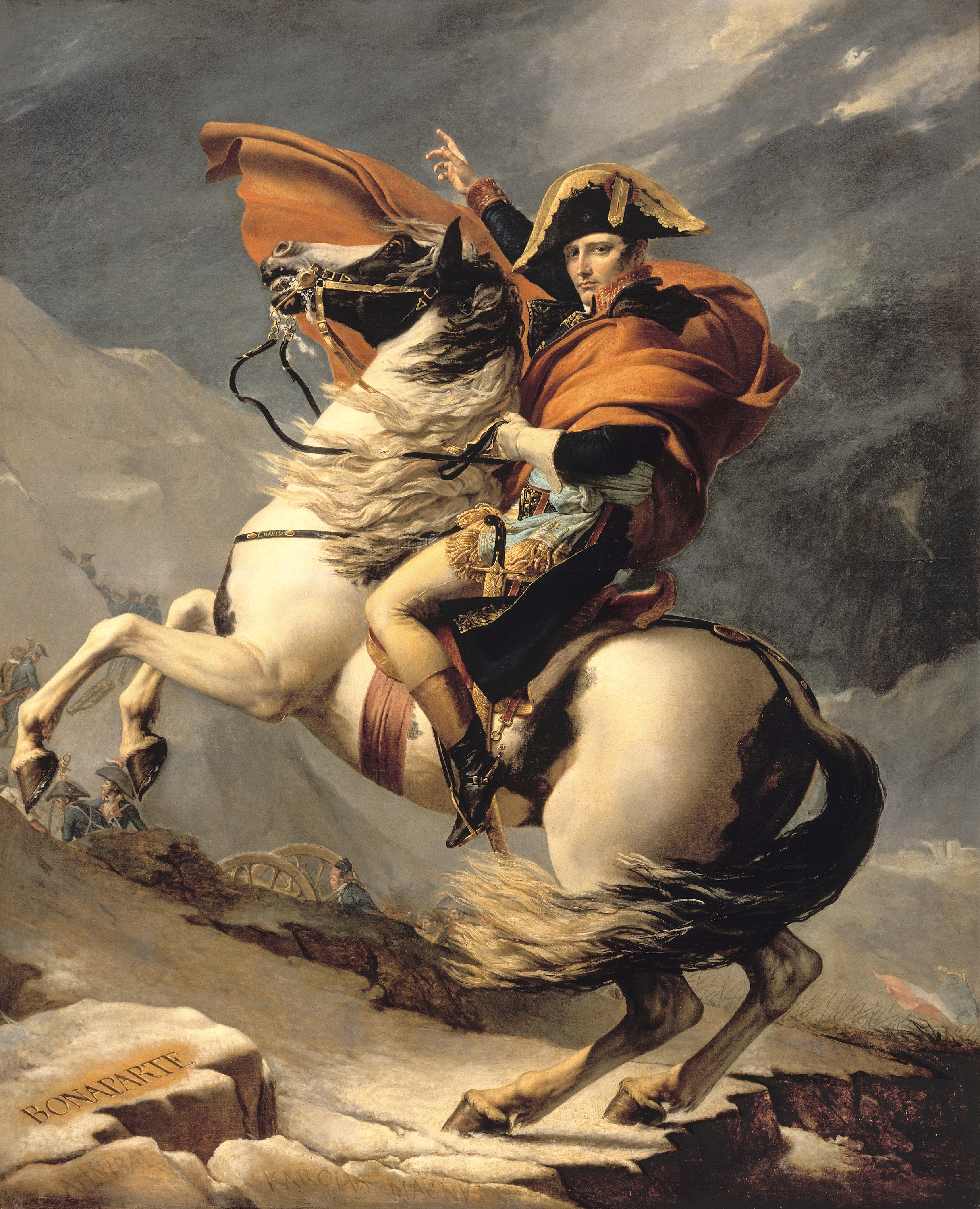
Пятая версия, Версаль

## Влияние
Апологетическая иконография Давида оказала огромное влияние на образ Наполеона в культуре. Уже в 1802 г. в Петербурге показывали копию полотна Давида. За время Первой империи было выпущено множество гравюр по мотивам этой картины. Наполеона на вздыбленном коне воспроизводили в мраморе, бронзе, фарфоре и даже деревянной резьбе. Этот образ императора стал столь же каноническим, как и более ранний «Наполеон на Аркольском мосту» кисти Гро (1796).